# Ollestads naturreservat

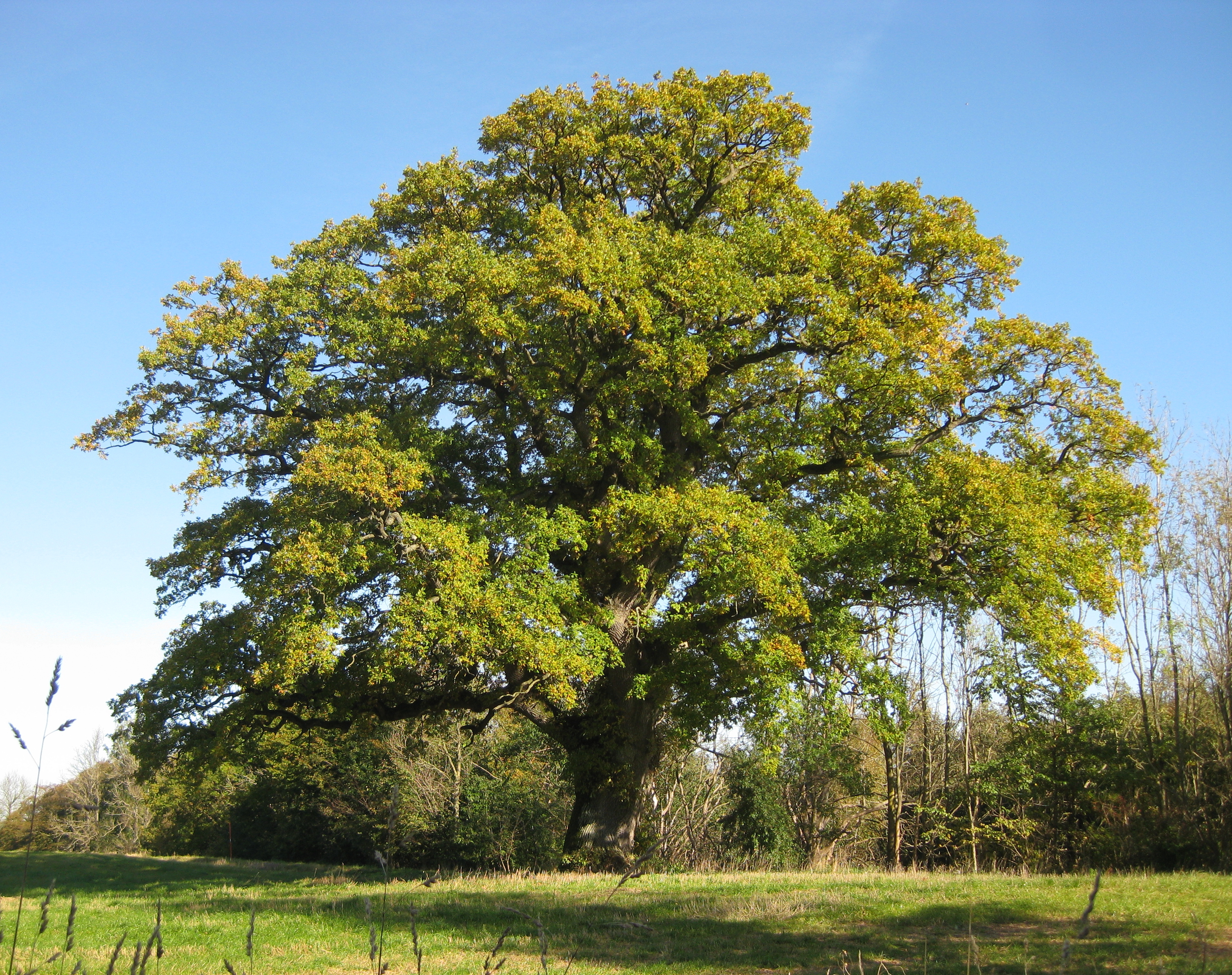
Ek i hagmark

Ollestad är ett naturreservat i Hovs socken i Herrljunga kommun i Västergötland. 
Reservatet är skyddat sedan 2009 och är 32 hektar stort. Det är beläget nära Sämsjön ca. 4 km sydost om Annelund. 
Området sluttar huvudsakligen svagt mot norr och i öster rinner två mindre bäckar ner mot sjön. Inom området finns betesmarker med grova och vidkroniga ekar. I vissa delar växer lövskog med al, ask och asp. I den södra delen av naturreservatet finns ett gammalt domänreservat som består av en åsrygg där det växer gamla vidkroniga ekar. I den norra delen av reservatet finns huvudsakligen av ädellövlund med ek. De flesta av ekarna här har en medelålder på uppskattningsvis 120 år, men enstaka på över 250 år förekommer. I området norr om landsvägen sträcker sig ett sumpskogsparti med stor förekomst av död björk ner mot Sämsjön. Området innehåller i övrigt stora mängder död ved vilket är viktigt för insekter, mossor och lavar. Där kan man finna långflikmossa och västlig njurlav.
Ollestad Kungsgård ligger intill Sämsjön. Denna kungsgård har dokumenterade historiska rötter sedan 1300-talet.
Reservatet förvaltas av Västkuststiftelsen.